# Nyūzen
Nyūzen (jap. 入善町 Nyūzen-machi) – miasto w Japonii, na wyspie Honsiu, w prefekturze Toyama. Według danych na rok 2020 miejscowość zamieszkiwało 11 081 mieszkańców , a gęstość zaludnienia wyniosła 334,6 os./km².